# Oberamt Wald

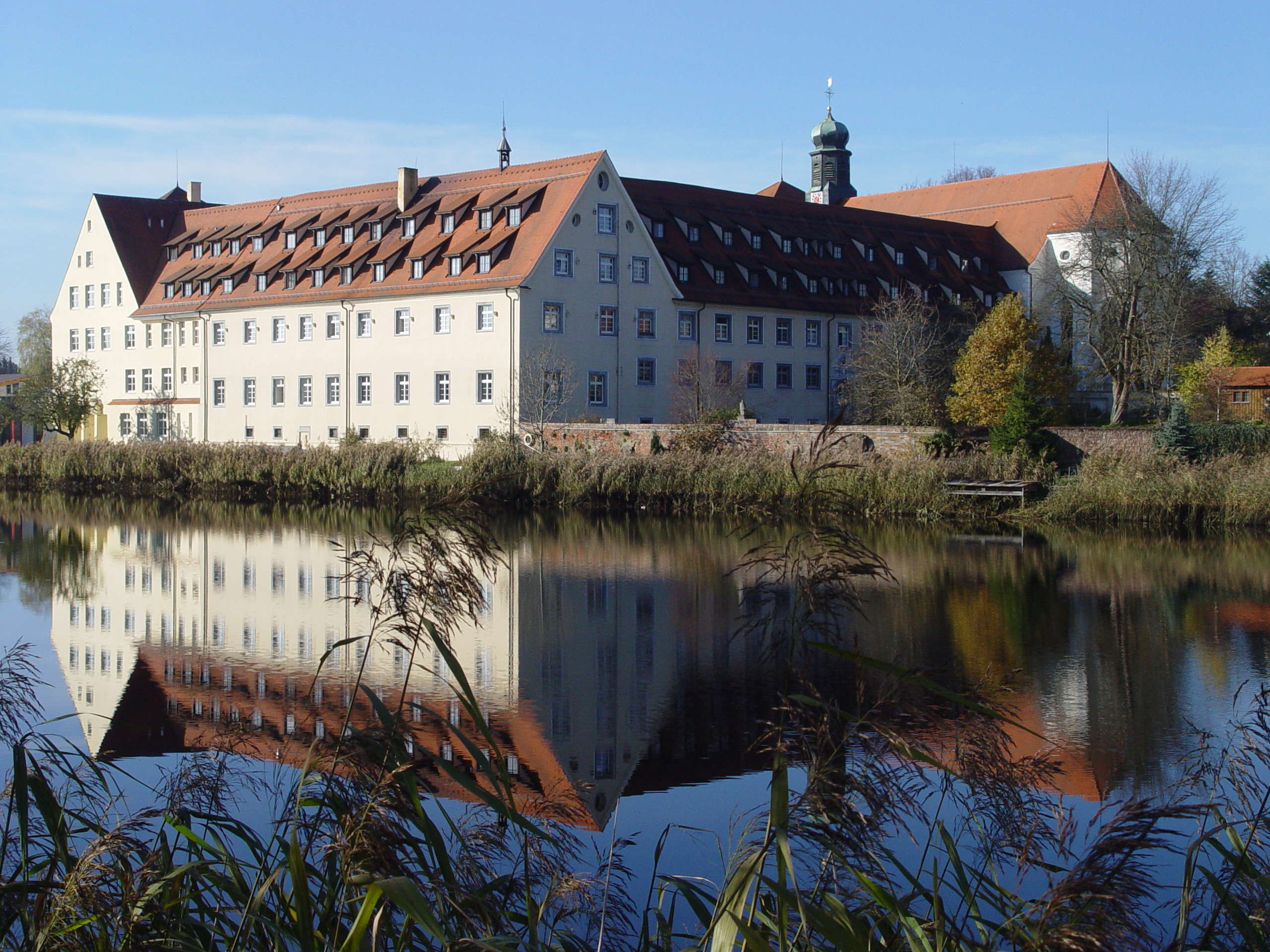
Die Verwaltung des Oberamtes befand sich im Gebäude des damals säkularisierten Klosters Wald

Das Oberamt Wald war ein Verwaltungsbezirk im Süden des heutigen Bundeslandes Baden-Württemberg. Das hohenzollerische Oberamt gehörte von 1806 bis 1850 zu Hohenzollern-Sigmaringen und dann bis zu seiner Auflösung im Jahr 1861 als Teil der Hohenzollernschen Lande zu Preußen.

## Geschichte

### Entstehung
Am 11. September 1806 wurde, nach der Säkularisation und unmittelbar nach der Inbesitznahme der Klosterherrschaft Wald durch das Fürstentum Hohenzollern-Sigmaringen, in Wald ein fürstliches Oberamt mit Sitz in den Klostergebäuden errichtet. Neben dem Dorf Wald mit damals 140 Einwohnern umfasste es die zum ehemaligen Klosterterritorium gehörenden Pfarrdörfer Dietershofen (72) und Walbertsweiler (273) sowie den Ortschaften Buffenhofen (35), Gaisweiler (31), Glashütte (63), Hippetsweiler (248), Igelswies (28), Kappel (82), Litzelbach, Otterswang (142), Reischach (75), Riedetsweiler (55), Ringgenbach (79), Rothenlachen (23), Ruhestetten (122), Steckeln (9), Tautenbronn (23) und Weihwang (26). Die Ortschaften bildeten, mit Ausnahme von Igelswies und Tautenbronn, die jeweils als hohenzollerische Exklaven in Baden gelegen waren, einen zusammenhängenden Landesteil.
Nach einer Zählung von 1808 betrug die Einwohnerzahl innerhalb des Oberamtes 1.537 Personen, welche mehrheitlich den drei katholischen Pfarreien Dietershofen, Walbertsweiler und Wald zugeordnet waren. Schulen gab es in Wald, Walbertsweiler, Dietershofen, Hippetsweiler und Kappel. Der einzige vorindustrielle Betrieb bestand in Glashütte mit der dortigen Glashütte der Herren von Schmidsfeld.

### Vergrößerung
Ab dem Jahr 1822 wuchs das Oberamt Wald durch Einverleibung anderer Oberämter an. In jenem Jahr wurde das Obervogteiamt Hohenfels dem Oberamt Wald zugeordnet, das Gebiet bestand aus der ehemaligen Deutschordensherrschaft Hohenfels mit den Ortschaften Deutwang, Kalkofen, Liggersdorf, Mindersdorf, Oberndorf und Selgetsweiler. 1828 kam die Gemeinde Rengetsweiler vom Oberamt Sigmaringen hinzu, 1830 schließlich die Ortschaften des aufgelösten Obervogteiamts Beuron Bärenthal, Beuron und Thalheim.

### Übergang an Preußen
Am 6. April 1850 ging das Fürstentum Hohenzollern-Sigmaringen durch Thronverzicht von Fürst Karl Anton an Preußen über. Wie die acht übrig gebliebenen Oberämter bzw. Obervogteien blieb auch das Oberamt Wald als preußische Behörde in der nun Hohenzollernsche Lande genannten Exklave bestehen. Erst am 27. Dezember 1861 wurde es aufgelöst und dem Oberamt Sigmaringen angeschlossen.

## Amtsvorsteher
- 1807–1824: Nikolaus von Sallwürk
- 1825–1836: Karl von Schütz
- 1837–1853: Anton Frick
- 1855–1861: Hermann Mock